# Raul I di Clermont
Raul di Clermont il Rosso (... – Acri, 15 ottobre 1191) fu conte di Clermont dal 1161 alla sua morte. Era figlio del conte Rinaldo II e della sua seconda moglie. Connestabile di Francia dal 1174 alla morte
.
Accompagnò re Filippo II Augusto nella terza crociata e fu ucciso dinnanzi ad Acri il 15 ottobre 1191, durante il lungo assedio.
Aveva sposato Alix de Breteuil (morta verso il 1196), figlia di Valéran III, sire di Breteuil, e Haldeburge, dama di Tartigny. Da Alix ebbe:
- Caterina († 19 settembre di un anno tra il 1212 e il 1223), contessa di Clermont, sposa nel 1184 di Luigi, conte di Blois e Chartres;
- Aélis, morta prima del 1182;
- Mathilde, sposa di Guglielmo I di Vierzon († 1216);
- Filippo, morto tra 1182 e 1192.